# Сямынь Гаоци (аэропорт)

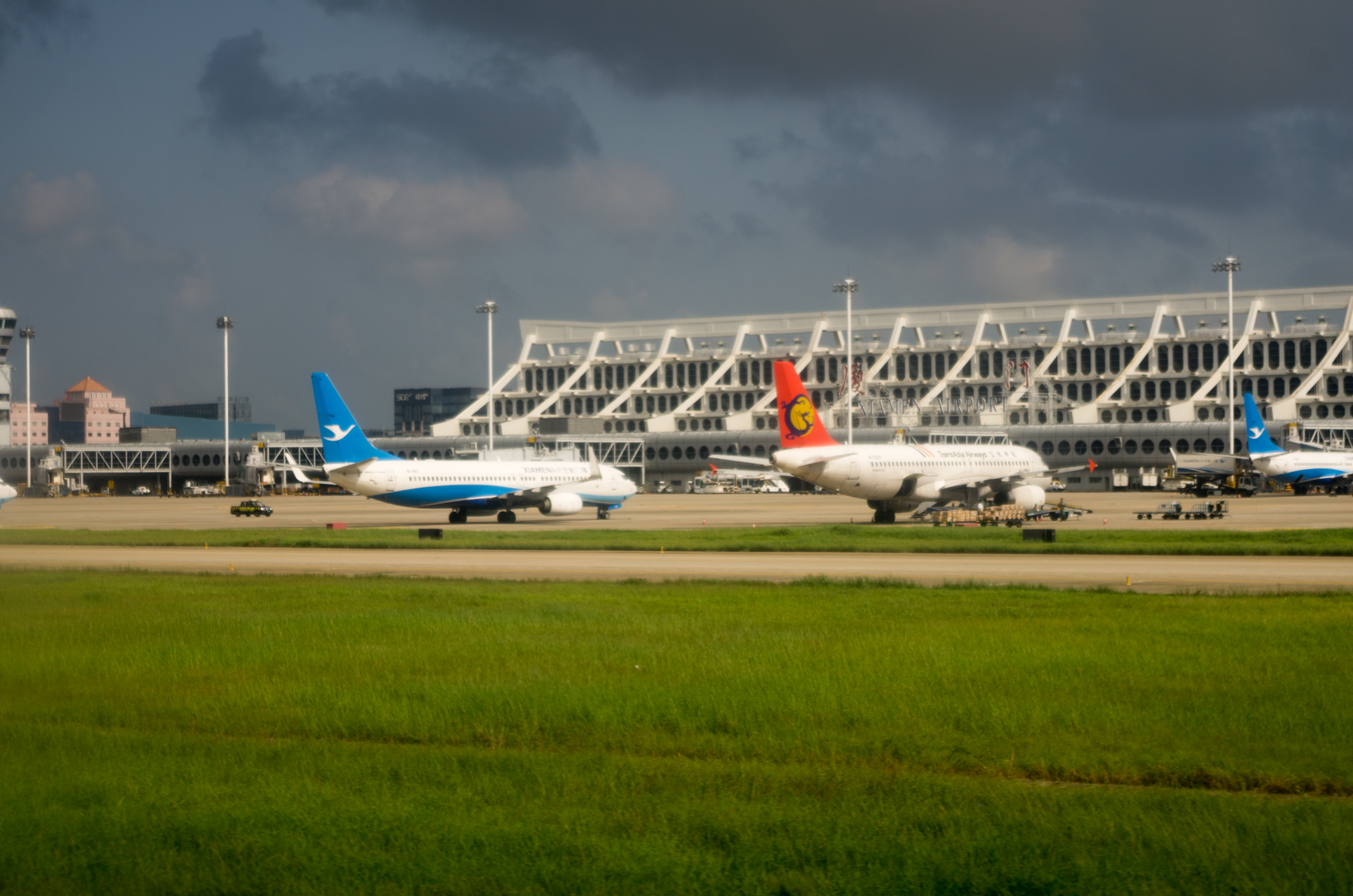
Самолёты у пассажирского терминала аэропорта Гаоци

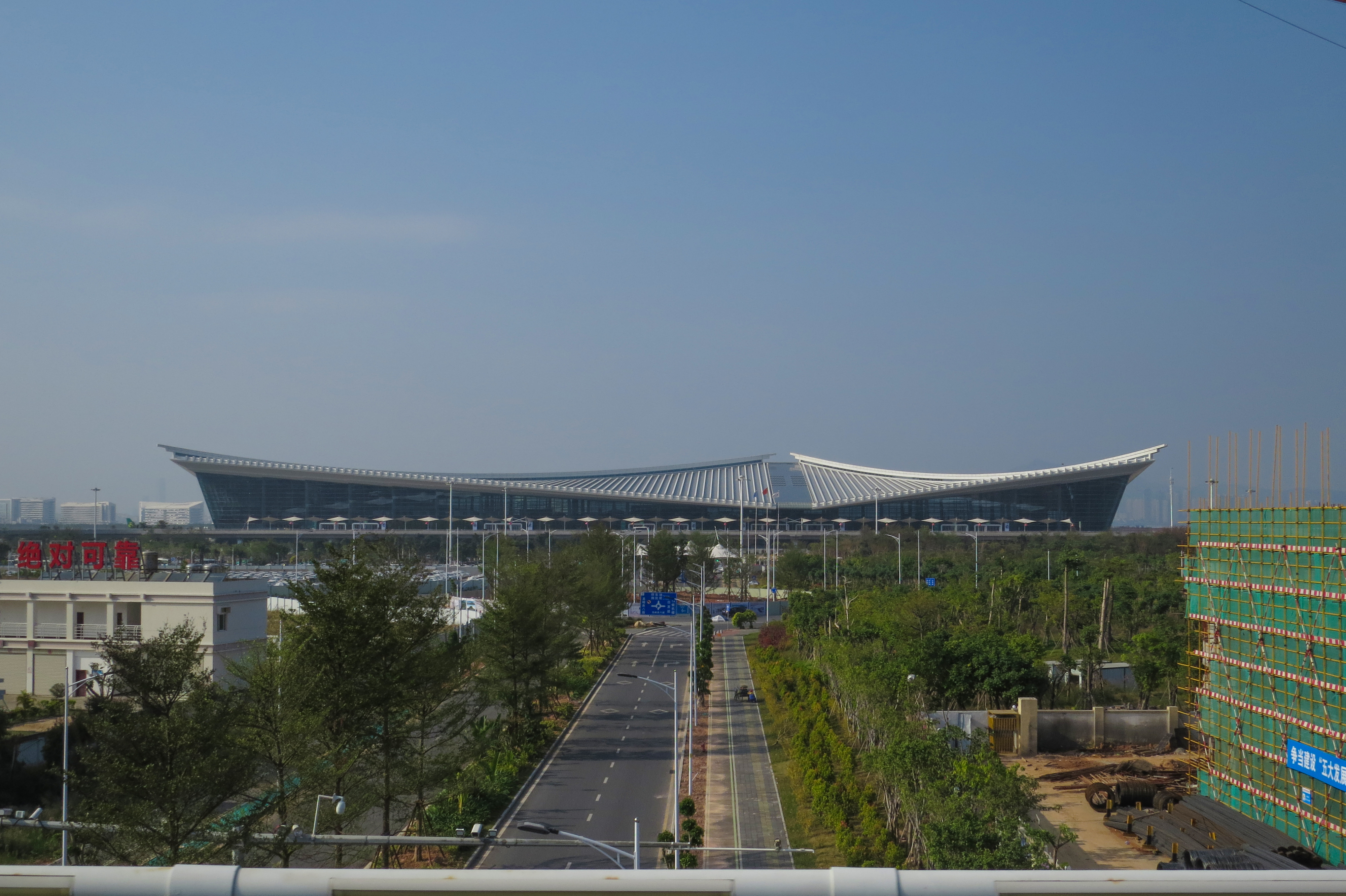

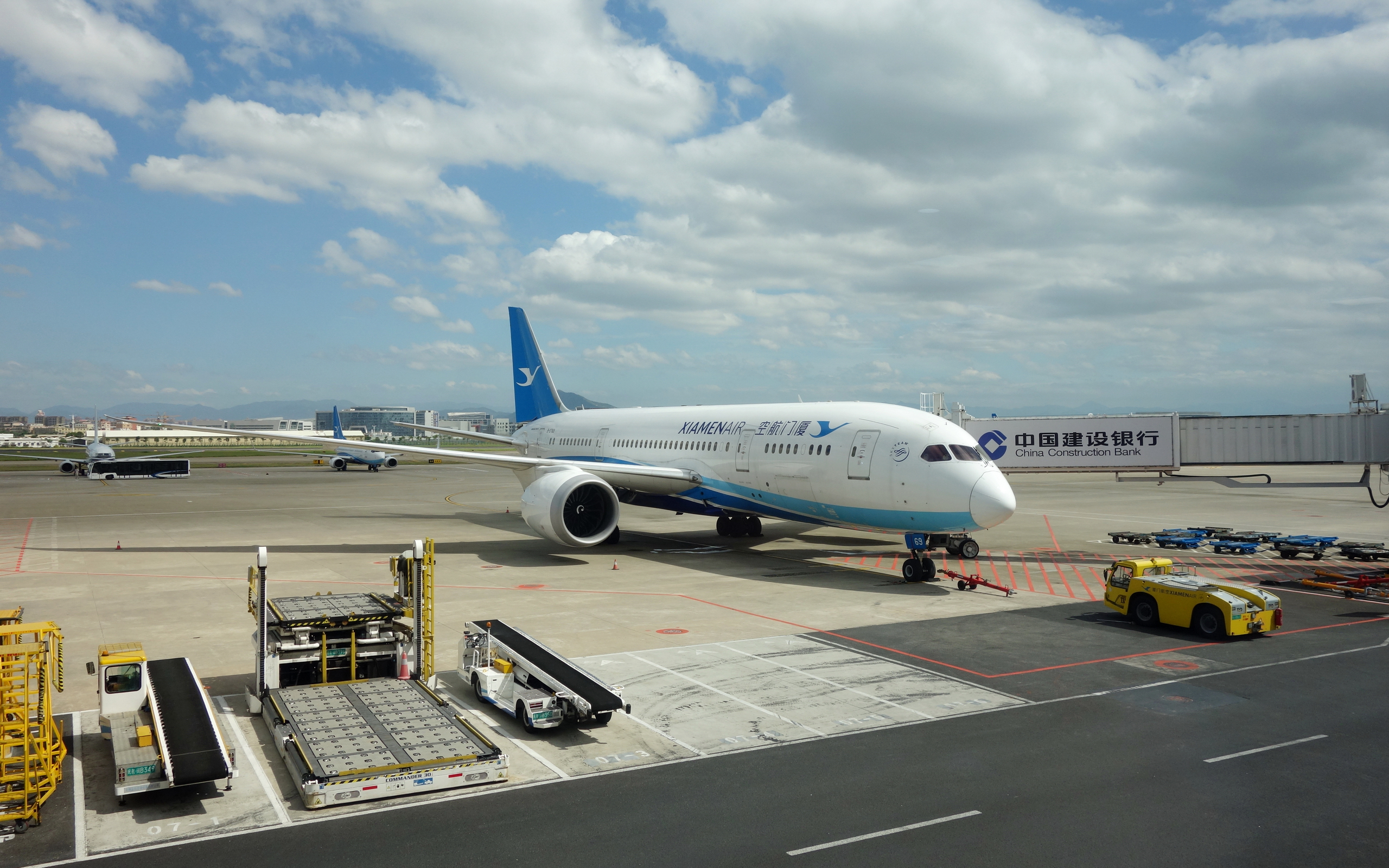
Boeing 787 авиакомпании XiamenAir в международном аэропорту Гаоци

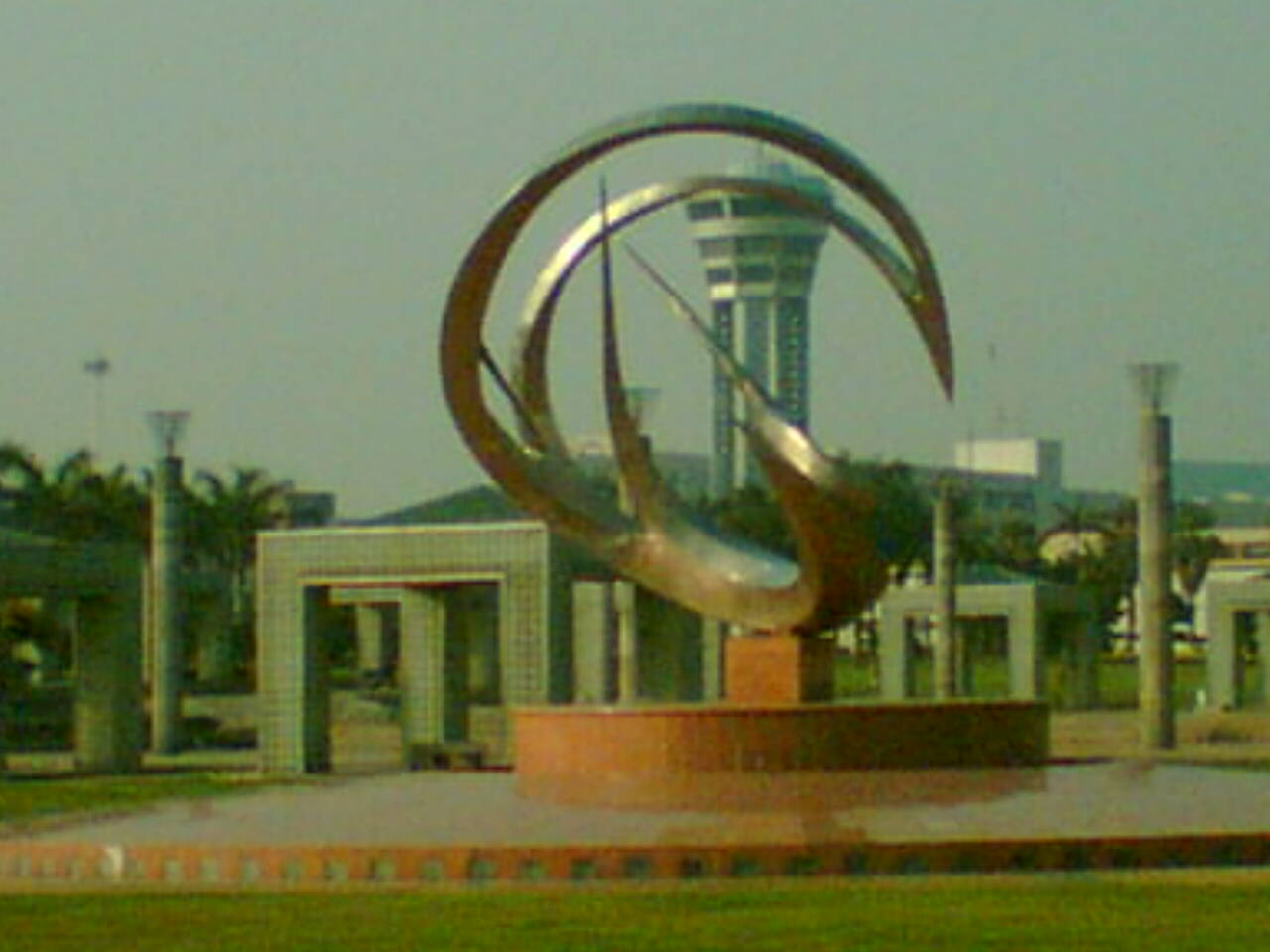
Эмблема аэропорта Гаоци. На заднем плане вышка контрольно-диспетчерского пункта

Международный аэропорт Сямынь Гаоци (ИАТА: XMN, ИКАО: ZSAM) — коммерческий аэропорт, обслуживающий город Сямынь (провинция Фуцзянь, КНР). Является главным транзитным узлом (хабом) авиакомпании XiamenAir
Здание современного пассажирского терминала аэропорта строилось с октября 2011 по 2014 год.
По результатам 2012 года международный аэропорт Гаоци занял восьмое место среди всех аэропортов Китая по объёмам грузовых перевозок, десятое место среди китайских аэропортов по показателю операций взлётов и посадок самолётов, а также одиннадцатое место среди всех воздушных гаваней КНР по числу обслуженных пассажиров — в 2012 году услугами аэропорта воспользовалось 17 354 076 пассажиров.